# إنجا طومسون
إنجا طومسون (بالإنجليزية: Inga Thompson)‏ مواليد 27 يناير 1964 في سالت ليك، يوتا، الولايات المتحدة، هي دراج أمريكية سابقة. سبق أن شاركت في دورة الألعاب الأولمبية الصيفية.

## الميداليات
| الميدالية | المسابقة                                    |
| --------- | ------------------------------------------- |
| فضية      | بطولة العالم لسباق الدراجات على الطريق 1991 |

## روابط خارجية
- إنجا طومسون على موقع أرشيف الدراجات (الإنجليزية)
- إنجا طومسون على موقع إحصائيات الدراجات الإحترافية (الإنجليزية)
- إنجا طومسون على موقع CycleBase (الإنجليزية)
- إنجا طومسون على موقع أوليمبيديا (الإنجليزية)
- * إنجا طومسون  على موقع SportsReference  - سبورتس رفرنس